# Vengeance à quatre mains
Pour plus de détails, voir Fiche technique et Distribution.
Vengeance à quatre mains (Die Vierhändige) est un thriller psychologique écrit et réalisé par Oliver Kienle, sorti en 2017.

## Synopsis
Lorsqu'elles étaient petites, les sœurs Tauber, Jessica et Sophie, ont été témoins du meurtre de leurs parents assassinés sous les yeux par des cambrioleurs. Cachées dans un placard, l'aînée Jessica couvre les yeux et la bouche de sa cadette et lui promet qu'elle sera toujours pour la protéger. 20 ans plus tard, Sophie est devenue une pianiste virtuose et, remise de la mort de ses parents, semble mener une vie normale en tombant amoureuse et, surtout, en s'émancipant de la protection étouffante de Jessica. Délinquante paranoïaque, celle-ci s'est immiscée dans la vie de sa petite sœur en la surprotégeant. Leur relation toxique s'envenime encore plus lorsqu'elles apprennent que les cambrioleurs vont être relâchés de prison. Lors d'une dispute, Sophie et Jessica ont un violent accident de voiture et Jessica y perd la vie. Sophie tente de reprendre une existence normale, libérée du poids de la présence de sa sœur. Elle se lie d'amitié avec un infirmier et commence une relation avec lui. Mais petit à petit, Sophie ressent la présence de Jessica à ses côtés. Même morte, il semble bien que Jessica veuille toujours veiller sur Sophie dont la personnalité se dédouble au point de devenir schizophrène... Possédée par l'esprit de la défunte, Sophie s'apprête à se venger de la mort de leurs parents...

## Fiche technique
- Titre original : Die Vierhändige
- Titre français : Vengeance à quatre mains
- Réalisation et scénario : Oliver Kienle
- Montage : Philipp Thomas
- Musique : Heiko Maile
- Photographie : Yoshi Heimrath
- Production : 	Klaus Dohle et Markus Reinecke
- Sociétés de production : Erfttal Film, Niama Film et Pantaleon Films
- Société de distribution : ARP Sélection (France)
- Pays d'origine :  Allemagne
- Langue originale : allemand
- Format : couleur
- Genre : thriller psychologique
- Durée : 94 minutes
- Dates de sortie : 
  -  Allemagne : 30 novembre 2017
  -  France : 4 septembre 2018 (DVD)

## Distribution
- Frida-Lovisa Hamann : Sophie Tauber
- Friederike Becht : Jessica Tauber
- Christoph Letkowski : Martin
- Detlef Bothe : Günther Klinger
- Agnieszka Guzikowska : Maria Uchwat
- Ulrike Beerbaum : Tina Klinger
- Heiko Pinkowski : un policier
- Petra Bischoff : l'employée de banque